# Wivian Gadelha de Souza
Wivian Gadelha de Souza (* 29. April 1984 in Recife) ist eine brasilianische Volleyballspielerin.

## Karriere
Gadelha de Souza spielte zunächst bei verschiedenen Vereinen in Brasilien. Danach ging sie nach Spanien und war auch in Indonesien und Peru aktiv. Außerdem kam sie in der Juniorennationalmannschaft zum Einsatz. In der Saison 2014/15 wurde die Mittelblockerin spanische Vizemeisterin. Anschließend wechselte sie zum deutschen Bundesligisten NawaRo Straubing. Der Verein verpasste in der Saison 2015/16 den Klassenerhalt. 2017 kehrte Gadelha de Souza nach Deutschland zurück und spielte bis 2019 bei Schwarz-Weiss Erfurt.